# Lista de episódios de New Girl
A seguir se apresenta a lista dos episódios de New Girl, uma série de televisão norte-americana de comédia criada por e transmitida pela rede de televisão FOX Broadcasting Company desde 20 de Setembro de 2011. Criada e desenvolvida por Elizabeth Meriwether, a série segue a vida de Jessica "Jess" Day (interpretada por Zooey Deschanel), uma mulher esquisita e adorável que está a tentar superar o fim do relacionamento com o namorado que a traiu. Após procurar um novo lugar para morar, ela encontra um apartamento onde vivem três rapazes que procuram por uma companheira de quarto com quem dividir a renda. Eles são Nick (Jake Johnson), um barman com vários problemas emocionais, Schmidt (Max Greenfield), um auto-denominado conquistador profissional, e Winston (Lamorne Morris), um ex-jogador de basquetebol afro-americano.
A primeira temporada de New Girl teve o seu início no dia 20 de Setembro de 2011 e terminou a 8 de Maio do ano seguinte. A 28 de Setembro de 2011, após a transmissão de apenas dois episódios, a FOX encomendou onze episódios adicionais à ordem inicial de treze episódios, totalizado 24 episódios na primeira temporada. Devido aos elevados índices de audiência que a série registou durante a sua temporada de estreia, a emissora decidiu renovar New Girl para uma segunda temporada a 9 de Abril de 2012, antes mesmo da fim da temporada anterior. A segunda temporada de New Girl estreou 25 de Setembro de 2012 e terminou a 14 de Maio de 2013. A FOX havia encomendado mais dois episódios para esta temporada, somando um total de 25 episódios.
A 1 de Junho de 2013, 49 episódios originais de New Girl foram transmitidos pela FOX. A série foi renovada para uma terceira temporada de 24 episódios.

## Resumo
| Temporada | Temporada | Episódios              | Exibição original | Exibição original | Lançamento em DVD e Blu-ray | Lançamento em DVD e Blu-ray | Lançamento em DVD e Blu-ray |
| Temporada | Temporada | Episódios              | Season premiere   | Season finale     | Região 1                    | Região 2                    | Região 4                    |
| --------- | --------- | ---------------------- | ----------------- | ----------------- | --------------------------- | --------------------------- | --------------------------- |
| 1         | 24        | 20 de setembro de 2011 | 8 de maio de 2012 | —                 | —                           | —                           | —                           |
| 2         | 25        | 25 de setembro de 2012 | —                 | —                 | —                           | —                           | —                           |

## Episódios

### 1.ª Temporada: 2011-2012
| # | Título                | Direção                                         | Roteiro                           | Exibição                | Audiência nos EUA (em milhões) |
| --- | --------------------- | ----------------------------------------------- | --------------------------------- | ----------------------- | ------------------------------ |
| 1 | "Pilot"               | Jake Kasdan                                     | Elizabeth Meriwether              | 20 de setembro de 2011  | 10.28                          |
| Magoada com seu namorado traidor, Jess vai morar com três homens solteiros, Schmidt, Nick e Coach para tentar superar o rompimento. Os caras, com a ajuda de CeCe, fazem o que podem para tirá-la do apartamento e faze-la voltar a sair e conhecer novos homens, mas acabam se envolvendo mais do que esperavam ao perceber que se importam como verdadeiros amigos com Jess.                                                                |                       |                                                 |                                   |                         |                                |
| 2 | "Kryptonite"          | Jake Kasdan                                     | Elizabeth Meriwether              | 27 de setembro de 2011  | 9.28                           |
| Nick e Schmidt conversam com Jess sobre ela ir até sua antiga casa buscar suas coisas que ela deixou lá. Winston retorna para o apartamento fazendo com que Coach se mude. Winston tenta retomar seu quarto antigo que agora é de Schmidt. |                       |                                                 |                                   |                         |                                |
| 3 | "Wedding"             | Jason Winer                                     | Donick Cary                       | 4 de outubro de 2011    | 8.65                           |
| Todos foram convidados para o casamento de um amigo e Nick está preocupado que ele vá correr atrás de sua ex-namorada que também vai ao casamento, então ele pede a Jess que finja ser sua namorada. Winston arruma um serviço de recepcionista na festa, mas acaba levando a tarefa a sério demais. Schmidt encontra no casamento uma bela moça por quem ele sempre se interessou, e ao mesmo tempo uma inimiga a quem ele não resiste.      |                       |                                                 |                                   |                         |                                |
| 4 | "Naked"               | Jake Kasdan                                     | J. J. Philbin                     | 1 de novembro de 2011   | 7.42                           |
| Jess vê Nick pelado acidentalmente, destruindo sua auto-confiança. Winston torna-se obcecado por aprender referências da cultura pop. Lake Bell é a atriz convidada, representando Amanda, uma colega de trabalho de Nick com quem ele começa a se encontrar. |                       |                                                 |                                   |                         |                                |
| 5 | "Cece crashes"        | John Hamburg                                    | Rachel Axler                      | 8 de novembro de 2011   | 6.84                           |
| Cece convence Jess de que Nick gosta dela mais do que como amigo, enquanto Schmidt tenta ficar com Cece finalmente. |                       |                                                 |                                   |                         |                                |
| 6 | "Thanksgiving"        | Miguel Arteta                                   | Berkley Johnson                   | 15 de novembro de 2011  | 6.91                           |
| Jess convida Paul (Justin Long), um amigo professor por quem ela tem uma queda, para passa o dia de ação de graças no apartamento. |                       |                                                 |                                   |                         |                                |
| 7 | "Bells"               | Peyton Reed                                     | Luvh Rakhe                        | 29 de novembro de 2011  | 7.59                           |
| Jess fica com ciúmes quando Winston entra para seu quarteto tocador de sino. Nick e schmidt tentam consertar o banheiro. |                       |                                                 |                                   |                         |                                |
| 8 | "Bad in Bed"          | Jesse Peretz                                    | Josh Malmuth                      | 6 de dezembro de 2011   | 6.79                           |
| Jess pede aos rapazes conselhos sobre sexo para sua primeira vez com Paul. Schmidt compete com uma colega de trabalho no chá de bebê de sua chefe. |                       |                                                 |                                   |                         |                                |
| 9 | "The 23rd"            | Jason Winer                                     | Donick Cary                       | 13 de dezembro de 2011  | 6.82                           |
| A turma participa da festa de natal do escritório de Schmidt e Jess se assusta quando ganha um presente caro de Paul. |                       |                                                 |                                   |                         |                                |
| 10 | "The Story of the 50" | Troy Miller                                     | Luvh Rakhe                        | 17 de janeiro de 2012   | 6.97                           |
| Jess concorda em fazer uma festa de aniversário para Schmidt em um ônibus escolar. Ela também convida sua chefe Tanya para a festa. Nick apresenta sua nova namorada, Julia para o pessoal. |                       |                                                 |                                   |                         |                                |
| 11 | "Jess and Julia"      | Jake Kasdan                                     | Elizabeth Meriwether & Luvh Rakhe | 31 de janeiro de 2012   | 7.29                           |
| Nova namorada de Nick a advogada Julia ajuda Jess a recorrer de uma multa de trânsito, mas acaba resultando em uma briga entre as duas. Enquanto isso, Winston se encontra com Shelby, um ex-amante dele. |                       |                                                 |                                   |                         |                                |
| 12 | "The Landlord"        | Peyton Reed                                     | Berkley Johnson & Josh Malmuth    | 7 de fevereiro de 2012  | 6.83                           |
| É Dia dos Namorados e Jess chama Schmidt para sair e ajudá-la a encontrar um rapaz para dormir por uma noite. Enquanto isso, Winston faz uma visita a sua namorada Shelby que está tendo uma noite só de meninas e Nick passa a noite com Julia que está muito ocupada com o trabalho. |                       |                                                 |                                   |                         |                                |
| 13 | "Valentine's Day"     | Tucker Gates                                    | Lesley Wake Webster               | 14 de fevereiro de 2012 | 6.47                           |
| Jess intervém quando um aluno dela está sofrendo bullyng, mas acaba por se tornar o alvo do valentão. Schmidt e Cece continuar seus encontros sexuais, mas Cece não quer que seus amigos saibam sobre ele. Nick fica perturbado quando Julia lhe dá um cacto para cuidar, o que acaba por atrapalhar o relacionamento. |                       |                                                 |                                   |                         |                                |
| 14 | "Bully"               | Dan Attias                                      | David Walpert                     | 21 de fevereiro de 2012 | 6.27                           |
| Após se machucar em um jogo de futebol e ir ao médico, os amigos acham que Nick tem câncer; ele e Jess se aproximam mais neste episódio. A relação de Cece e Schimidt torna-se mais emocional. Winston toma uma decisão importante sobre seu carro. |                       |                                                 |                                   |                         |                                |
| 15 | "Injured"             | Lynn Shelton                                    | J. J. Philbin                     | 6 de março de 2012      | 6.00                           |
| Nick se machuca durante um jogo de futebol no parque e se recusa a ver um médico, Jess o leva a um amigo dela. No entanto, o diagnóstico é muito grave e, possivelmente, fatal. Enquanto isso, Winston deve tomar uma decisão sobre o seu carro e o relacionamento de Schmidt e Cece revela um lado mais emocional. |                       |                                                 |                                   |                         |                                |
| 16 | "Control"             | Jesse Peretz                                    | Brett Baer & Dave Finkel          | 13 de março de 2012     | 5.74                           |
| Jess descobre a fobia de Schmidt sobre ter um ambiente limpo. Winston persegue Nick por causa de um dinheiro que ele ganhou de Nick no poker. Schmidt e Cece continuar a se encontrar as escondidas. |                       |                                                 |                                   |                         |                                |
| 17 | "Fancyman (Part 1)"   | Peyton Reed                                     | J. J. Philbin & Nick Adams        | 20 de março de 2012     | 5.18                           |
| Jess não concorda com a opinião do pai de um aluno sobre as prioridades da criança, mas acaba atraída por ele, quando ela é convidada para uma festa em sua casa. Nick decide que ele não precisa de um telefone celular. Winston tenta impressionar Shelby provando que ele sabe mais sobre curiosidades do que Schmidt. |                       |                                                 |                                   |                         |                                |
| 18 | "Fancyman (Part 2)"   | Matt Shakman                                    | Berkley Johnson & Kim Rosenstock  | 27 de março de 2012     | 4.96                           |
| Jess e Russell saem no primeiro encontro, mas Jess se sente mal, quando Russell lhe dá sinais contraditórios sobre seu relacionamento. Amigo de faculdade de Nick, Dirk, o visita, incentivando Nick a sair com garotas universitárias. Winston finalmente toma coragem para dizer a Shelby como se sente sobre ela. Winston descobre o relacionamento de Schmidt e Cece.                                                                     |                       |                                                 |                                   |                         |                                |
| 19 | "Secrets"             | David Wain                                      | Josh Malmuth                      | 3 de abril de 2012      | 4.59                           |
| Winston conta sobre o relacionamento de Schmidt e Cece e a notícia chega a Jess que não aceita bem. Jess decide que os colegas não devem ter segredos e o relacionamento de Cece e Schmidt passa por problemas. |                       |                                                 |                                   |                         |                                |
| 20 | "Normal"              | Luvh Rakhe                                      | Jesse Peretz                      | 10 de abril de 2012     | 5.23                           |
| Depois de passar uma semana inteira na casa de Russell, Jess retribui o favor de ter Russell ficar mais no apartamento com os caras para um fim de semana. O fim de semana, contudo, não sai como planejado. Winston recebe o seu emprego dos sonhos, quando ele é contratado para trabalhar para o seu anfitrião favorito esportes de rádio (Phil Hendrie), que acaba por ser um idiota mal-humorados. Kareem Abdul-Jabbar faz uma aparição. |                       |                                                 |                                   |                         |                                |
| 21 | "Kids"                | Donick Cary & Lesley Wake Webster               | Tristram Shapeero                 | 17 de abril de 2012     | 5.22                           |
| Jess se encontra com a ex esposa de Russell, Ouli e aceita cuidar de sua filha, que se apaixona por Nick. Cece fica apavorada ao desconfiar que está grávida de Schmidt. Nick começa a sair com Chloe uma estudante universitária, que é muito mais jovem do que Nick pensa. Winston tenta fazer com que seu chefe compareça a gravação de um talk show apresentado por Michael Strahan.                                                      |                       |                                                 |                                   |                         |                                |
| 22 | "Tomatoes"            | David Walpert & Kim Rosenstock                  | Michael Spiller                   | 24 de abril de 2012     | 5.20                           |
| Jess percebe que ainda há uma tensão sexual entre Russell e Ouli sua ex esposa, então ela tenta obter o mesmo tipo de sentimento dele, mas não sai como planejado. Nick tenta cultivar tomates e temporariamente desistir de namorar, mas não dá certo. Cece admite gostar de Schmidt depois que ele é internado graças a um acidente sexual com sua companheira de quarto Nadia.                                                             |                       |                                                 |                                   |                         |                                |
| 23 | "Backslide"           | David Quandt                                    | Nanette Burstein                  | 1 de maio de 2012       | 4.40                           |
| Jess, ainda com o coração partido após seu rompimento com Russell, passa a noite com Paul, que mais tarde revela que tem uma namorada. Nick, que voltou com Caroline, decide ir morar com ela. Cece apresenta Schmidt para sua avó e Winston fura a orelha durante uma louca noite com seu chefe. |                       |                                                 |                                   |                         |                                |
| 24 | "See Ya"              | Elizabeth Meriwether e Brett Baer & Dave Finkel | Michael Spiller                   | 8 de maio de 2012       | 5.61                           |
| Nick pira ao resolver morar com Caroline, e ele, os amigos e Cece acabam no deserto sem as chaves do carro para ir para casa, pois Nick jogou-as na areia. Schmidt fica com ciúmes de Cece, e eles discutem sobre os homens que ela vê em seu trabalho. Nick finalmente decide não morar com Caroline, e retorna para o apartamento. |                       |                                                 |                                   |                         |                                |

### 2.ª Temporada
Em 09 de abril de 2012, a Fox renovou New Girl para uma segunda temporada. Que iniciará (com episódio duplo) no dia 25 de setembro de 2012.
| # | Título                                     | Direção                        | Roteiro              | Exibição                | Audiência nos EUA (em milhões) |
| --- | ------------------------------------------ | ------------------------------ | -------------------- | ----------------------- | ------------------------------ |
| 1 | "Re-Launch"                                | Steve Pink                     | Kay Cannon           | 25 de setembro de 2012  | 5.35                           |
| Jess é demitida do emprego de professora. Schmidt dá uma festa no bar onde Nick trabalha, para celebrar a remoção do gesso de seu pênis. Um novo lado de Winston é revelado após ele beber alguns drinks preparados por Nick. Cece apresenta seu novo namorado, Robby a Schmidt. |                                            |                                |                      |                         |                                |
| 2 | "Katie"                                    | Larry Charles                  | Elizabeth Meriwether | 25 de setembro de 2012  | 5.18                           |
| Jess conhece Sam, um charmoso estranho que pensa que ela é seu encontro a cegas; Um cliente do bar de Nick diz que Nick será como ele no futuro e a mãe, Charmaine, e irmã, Alisha, de Winston fazem uma visita. Schmidt quer dormir com Alisha. |                                            |                                |                      |                         |                                |
| 3 | "Fluffer"                                  | Fred Goss                      | J. J. Philbin        | 2 de outubro de 2012    | 4.99                           |
| Jess e Nick avaliam sua amizade, após Nick estar convencido de que Jess está apenas usando-o como um namorado platônico. Schmidt espera impressionar uma republicana atraente, fingindo ser um dos filhos de Mitt Romney. Winston tem fantasias sexuais aleatórias, pois Shelby se recusa a ter relações sexuais com ele a várias semanas. |                                            |                                |                      |                         |                                |
| 4 | "Neighbors"                                | Steve Pink                     | Berkley Johnson      | 9 de outubro de 2012    | 4.94                           |
| Jess e Schmidt tentam se dar bem com o pessoal mais jovem que se mudou pro apartamento ao lado. Nick trabalha duro pregar peças em Schmidt. |                                            |                                |                      |                         |                                |
| 5 | "Models"                                   | Eric Appel                     | Josh Malmuth         | 23 de outubro de 2012   | 5.16                           |
| Jess insulta a profissão de modelo de Cece na frente de suas amigas modelos no dia de seu aniversário. Schmidt se sente insultado após Nick dizer que está incomodado por Schmidt comprar-lhe um biscoito e pensar nele. |                                            |                                |                      |                         |                                |
| 6 | "Halloween"                                | -                              | -                    | 30 de outubro de 2012   | 4.75                           |
| Jess arruma um emprego como zumbi em uma casa assombrada, mas ela está com mais medo da mudança de seus sentimentos por Sam (ator convidado David Walton). Schmidt e Cece estão (infelizmente) com suas fantasias combinando, enquanto Winston e Shelby (atriz convidada Kali Hawk) não combinam em nada. Nick recebe uma visita de uma paquera antiga do colégio (atriz convidada Maria Thayer) que mostra sua afetividade de um jeito assustador. |                                            |                                |                      |                         |                                |
| 7 | "Menzies"                                  | -                              | -                    | 6 de novembro de 2012   | 4.35                           |
| Enquanto a busca de Jess por um trabalho ainda continua, os caras temem que esse momento dela afete a saúde física e o bem-estar psicológico deles. Enquanto isso, Schmidt começa um relacionamento à la “50 Tons de Cinza” com sua chefe corporativa (atriz convidada Carla Cugino), e Nick ganha sabedoria de uma fonte inesperada. |                                            |                                |                      |                         |                                |
| 8 | "Thanksgiving 2 (Parents)"                 | -                              | -                    | 20 de novembro de 2012  | 4.11                           |
| Jess convida seus pais divorciados (atores convidados Jamie Lee Curtis e Rob Reiner) para um jantar do Dia de Ação de Graças e recruta Nick e Cece para ajudá-la a tentar reunir os seus pais. Enquanto isso, o primo de Schmidt, Big Schmidt (ator convidado Rob Riggle) o visita, e Winston os manipula em uma crescente batalha para provar a sua masculinidade. |                                            |                                |                      |                         |                                |
| 9 | "Eggs"                                     | -                              | -                    | 27 de novembro de 2012  | 4.12                           |
| Quando Jess fica sabendo que uma amiga está grávida, ela e Cece entram em pânico, pois acham que já está na hora de terem um filho. Enquanto isso, Schmidt pede conselhos sobre como agradar Emma (atriz convidada Gugino), e Nick e Winston visitam o zoológico para encontrar inspiração para o romance de zumbis de Nick. |                                            |                                |                      |                         |                                |
| 10 | "Bathtub"                                  | -                              | -                    | 04 de dezembro de 2012  | 4.10                           |
| O esquema de Jess e Winston para colocar uma banheira no sótão dá errado e isso destrói o quarto do Schmidt. Enquanto isso, as tentativas de Schmidt para reconquistar Cece não fazem efeito quando ele cai no sono no trabalho. |                                            |                                |                      |                         |                                |
| 11 | "Santa"                                    | -                              | -                    | 11 de dezembro de 2012  | 4.18                           |
| Jess tenta reconquistar Sam (ator convidado David Walton), mas antes disso, ela tenta convencê-lo de que está namorando o Winston. Enquanto isso, Nick ignora o conselho de Jess e diz publicamente a Angie o que ele sente por ela. |                                            |                                |                      |                         |                                |
| 12 | "Cabin"                                    | J. J. Philbin                  | Alec Berg            | 08 de Janeiro de 2013   | 3.78                           |
| Jess e Sam vão à uma cabana no campo e convidam Nick e Angie. O final de semana não é tão perfeito quanto Jess planeja e Angie acaba abandonando Nick. Enquanto isso Schmidt acha que Winston se sente deslocado por todos seus amigos serem brancos, e se propõem a fazer os desejos do amigo para fazê-lo se sentir melhor. Só que Winston só quer sacanear com Schmidt e eles quase se metem em uma grande roubada. |                                            |                                |                      |                         |                                |
| 13 | "A Father's Love"                          | Berkley Johnson & Josh Malmuth | Jake Kasdan          | 15 de Janeiro de 2013   | 3.65                           |
| Walt Miller (Dennis Farina), pai de Nick, faz uma visita surpresa no loft, o que deixa o filho chateado. Nick desconfia que o pai só está na cidade para aplicar algum golpe. Jess tenta encontrar um jeito de raparar a relação dos dois. Schmidt e Robby perseguem Cece e planejam reconquistá-la a qualquer custo. |                                            |                                |                      |                         |                                |
| 14 | "Pepperwood"                               | Nick Adams                     | Lynn Shelton         | 22 de Janeiro de 2013   | 4.05                           |
| Jess finalmente consegue se conectar com um de seus alunos na aula de redação. Quando ela conta aos amigos a história criada, Nick acha que o aluno é um serial killer e resolve investigá-lo. No loft, Winston e Schmidt discutem sobre o que os outros falam em suas costas. |                                            |                                |                      |                         |                                |
| 15 | "Cooler"                                   | Rebecca Addelman               | Max Winkler          | 29 de Janeiro de 2013   | 4.74                           |
| Nick e Schmidt saiem para uma "noite dos caras", mas rapidamente ficam apaixonados por um linda mulher (atriz convidada Decker) atraída pela tristeza. Enquanto isso, Winston se apaixona por uma garota que não está interessada nele(Brenda Song), que faz com que ele fique mais atraído por ela. Então, a decisão de Jess de ter uma noite sozinha no apartamento não sai como planejado e envolve outra rodada do jogo de beber "True American", e um desenvolvimento surpreendente de seu relacionamento com um dos caras.                         |                                            |                                |                      |                         |                                |
| 16 | "Marriage"                                 | -                              | -                    | 05 de Fevereiro de 2013 | 4.83                           |
| A turma participa de uma convenção de namoro, onde Cece espera encontrar um futuro marido - mesmo quando Schmidt espera reconquistá-la. Enquanto isso, o retornos do talento de Winston, e Jess e Nick se colocam numa posição comprometedora na frente de Dr. Sam. |                                            |                                |                      |                         |                                |
| 17 | "Parking Spot"                             | -                              | -                    | 19 de Fevereiro de 2013 | TBA                            |
| Surge uma nova vaga no estacionamento do prédio e o grupo começa a discutir sobre quem a merece mais. Nick, Jess e Schmidt sentam na vaga, brigando para ver quem desiste primeiro. Winston se encontra com Daisy, mas esquece de levar as camisinhas e tem que sair em uma busca desesperada atrás de uma. |                                            |                                |                      |                         |                                |
| 18 | "Tinfinity"                                | -                              | -                    | 26 de Fevereiro de 2013 | TBA                            |
| Schmidt resolve fazer uma festa em comemoração aos 10 anos de amizade com Nick. Winston leva um jogador de futebol famoso (Steve Howey) ao bar e Jess decide que quer sair com ele para beijá-lo e assim esquecer o beijo de Nick. Na festa, o jogador se mostra um cara muito sentimental e Jess corre dele a noite toda. Cece é pedida em casamento por Shivrang. |                                            |                                |                      |                         |                                |
| 19 | "Quick Hardening Caulk"                    | -                              | -                    | 19 de Março de 2013     | TBA                            |
| Enquanto Schmidt tenta lidar com o noivado de Cece de uma maneira muito estranha, Nick se torna mais ativo no trabalho pelos motivos errados. Além disso, uma série de pequenos acidentes leva Jess a fazer uma revelação e tanto. |                                            |                                |                      |                         |                                |
| 20 | "Chicago"                                  | -                              | -                    | 26 de Março de 2013     | TBA                            |
| Quando ocorre um falecimento na família de Nick. Jess, Schmidt e Winston viajam com Nick para a Windy City para ajudá-lo com os preparativos do funeral e encontrar seus familiares, incluindo sua mãe, seu irmão mais novo e seu primo de Boston. |                                            |                                |                      |                         |                                |
| 21 | "First Date"                               | -                              | -                    | 04 de Abril de 2013     | TBA                            |
| Jess e Nick, que estão presos entre amizade e algo mais, tentar sair da relação sem nada mais. Uma vez que Schmidt e Winston realizar um full-on o romance de Nick e Jess, eles swoop para tentar sabotar a data. Dermot Mulroney retorna como Russell, ex de Jess. |                                            |                                |                      |                         |                                |
| 22 | "Bachelorette Party"                       | -                              | -                    | 09 de Abril de 2013     | TBA                            |
| Jess planeja uma festa de despedida de solteira surpresa para Cece. Enquanto isso, Nick e Winston levam Shivrang para passar um tempo com eles. Schimdt fica ofendido por não ter um convite com acompanhante para o casamento de Cece e sai em busca de uma acompanhante para levar ao casamento, inclusive sua ex-namorada da faculdade, Elizabeth. |                                            |                                |                      |                         |                                |
| 23 | "Virgins"                                  | Elizabeth Meriwether           | -                    | 30 de Abril de 2013     | TBA                            |
| Flashbacks mostram as histórias de como Jess, Cece e os homens da casa perderam suas virgindades, além revelar como tais experiências afetam seus romances atuais. |                                            |                                |                      |                         |                                |
| 24 | "Winston's Birthday (Part 1)"              | -                              | -                    | 07 de Maio 2013         | TBA                            |
| O pai de Jess (Ator convidado Rob Reiner) escolhe o pior dia para fazer uma visita inesperada ao apartamento, o que força um nervoso Nick a ficar um tempo a sós com o recém-chegado. Enquanto isso, Jess consegue uma grande chance de emprego um dia antes do casamento de Cece. Mais tarde, Schmidt luta para revelar que está namorando uma pessoa cujo porte físico não é ideal para os padrões, ao mesmo tempo em que Winston continua surtando com sua festa-surpresa de aniversário, algo que ninguém mais parece disposto a organizar para ele. |                                            |                                |                      |                         |                                |
| 25 | "Downton Abbey Christmas Special (Part 2)" | -                              | -                    | 14 de Maio de 2013      | TBA                            |
| O dia do casamento de Cece faz com que Jess e Nick tenham que tomar uma decisão a respeito da relação a dois. Enquanto isso, Schmidt esquematiza com o empolgadíssimo Winston uma forma de sabotar as núpcias, porém um anúncio chocante pode se tornar maior do que tudo o que o ex-namorado da modelo tenha planejado. |                                            |                                |                      |                         |                                |